# Synargis agle
Espèce
Synargis agle est un insecte lépidoptère appartenant à la famille  des Riodinidae et au genre Synargis.

## Taxonomie
Synargis agle a été décrit par William Chapman Hewitson en 1853 sous le nom de Nymphidium agle.

## Écologie et distribution
Synargis agle est présent en Guyane, en Guyana et au Brésil.

### Protection
Pas de statut de protection particulier.